# Assassin’s Creed IV: Black Flag
Assassin’s Creed IV: Black Flag ist ein 2013 erschienenes Computerspiel von Ubisoft. Es ist der insgesamt sechste Teil der Assassin’s-Creed-Reihe und der vierte Haupttitel. Wie sein Vorgänger ist der Titel dem Action-Adventure-Genre zuzuordnen. Black Flag ist im Oktober 2013 für PlayStation 3 und Xbox 360 erschienen. Die Versionen für PlayStation 4, Microsoft Windows, Wii U und Xbox One erschienen im November 2013. Am 6. Dezember 2019 erschien eine (nur im Bundle erhältliche) Version für die Nintendo Switch.
Das Spiel ist im Umfeld der karibischen Piraten während des 18. Jahrhunderts angesiedelt. Der Hauptcharakter des Spiels ist Edward Kenway, ein britischer Pirat. Er ist zu Beginn des Spiels noch kein richtiger Assassine, wird im Spielverlauf aber mit ihnen zusammenarbeiten, weil beide sich davon einen Vorteil versprechen. Er ist der Vater von Haytham Kenway und Großvater von Ratonhnhaké:ton (Connor), den beiden spielbaren Charakteren aus Assassin’s Creed III. Zudem können historische Figuren wie beispielsweise Edward „Blackbeard“ Thatch, Benjamin Hornigold, Anne Bonny, Jack Rackham, Charles Vane, Stede Bonnet und Mary Read angetroffen werden. Im Spiel sind drei große Städte enthalten: Havanna, Kingston und Nassau, sowie viele kleinere Dörfer.

## Handlung
Wie schon in den Vorgängern spielt ein Teil der Handlung in der Gegenwart, in denen man jedoch nicht mehr Desmond Miles steuert. Der neue, namenlose Protagonist (gesteuert in der Ego-Perspektive) wird im Jahr 2013 von Abstergo Entertainment eingestellt, einem Tochterunternehmen des Abstergo-Konzerns, der bereits aus den Vorgängern bekannt ist. Dem Konzern ist es inzwischen gelungen, einen Animus zu entwickeln, mit dem man ohne bestehende Blutlinie des Nutzers auf die Erinnerungssequenzen der verschiedenen Subjekte zugreifen kann. Aufgabe des Protagonisten ist es, die Erinnerungen des walisischen Piraten Edward Kenway zu erforschen, um daraus Material für einen interaktiven Spielfilm zu sammeln.

### Sequenz 1
Die Haupthandlung des Spiels beginnt 1715 während einer Seeschlacht vor der Küste Kubas. Nachdem Edwards Piratenschiff versenkt wurde, strandet er auf der Insel und begegnet dabei einem anderen Überlebenden namens Duncan Walpole, der die Montur eines Assassinen trägt und Edward zu erschießen versucht. Der Mann flüchtet in den Dschungel, woraufhin Edward diesen verfolgt und nach einem Kampf tötet. Unter seinen Besitztümern findet er ein seltsames Kristallgefäß sowie einen Brief des spanischen Gouverneurs Laureano Torres, der in Havanna eine hohe Belohnung verspricht. Edward zieht sich kurzerhand Walpoles Kleidung über und nimmt dessen Identität an, um sich die Belohnung abzuholen. Kurz darauf beobachtet Edward, wie ein Händler namens Stede Bonnet von britischen Soldaten festgehalten wird. Der Pirat tötet die Soldaten und rettet Bonnet, woraufhin dieser Edward zum Dank mit seinem Schiff nach Havanna bringt.

### Sequenz 2
Nach kurzem Einleben in der Stadt trifft sich Edward unter seiner falschen Identität mit Gouverneur Torres und dessen Mitstreitern, Julien du Casse und Woodes Rogers. Dabei wird deutlich, dass es sich bei diesen Männern um Templer handelt und dass Walpole ein Verräter war, der sich von den Assassinen abgewendet hat. Da die Männer Walpole bislang nie persönlich begegnet sind, fliegt Edwards Tarnung nicht auf. Edward wird somit in den Templerorden aufgenommen, ohne dass er die Bedeutung dahinter versteht. Anschließend erzählt Torres von einem mysteriösen Artefakt, das in einem verborgenen Gewölbe der Ersten Zivilisation, bekannt als das „Observatorium“, liegen soll. Dieses von den Templern gesuchte Artefakt besitzt angeblich die Macht, jeden Menschen auf der Welt aufspüren und belauschen zu können. Die genaue Position des Observatoriums kennt Torres' Aussage zufolge nur ein Mann, den man „den Weisen“ nennt und dessen Blut in einem Kristallgefäß benötigt wird, um die Vorläuferstätte zu öffnen.
Am nächsten Tag holen Edward und die Templer den Weisen, der in Fesseln hierher gebracht wurde, vom Hafen ab und eskortieren ihn zu Torres‘ Anwesen. Dabei werden sie jedoch von Assassinen attackiert, wodurch der Weise entkommen kann. Edward tötet die angreifenden Assassinen und schafft es nach einer Verfolgungsjagd, den Weisen wieder bei den Templern abzuliefern. Anschließend erhält er die versprochene Belohnung, die allerdings zu dürftig für ihn ausfällt. Edward, der davon träumt, voller Reichtum nach England zu seiner Frau Caroline zurückzukehren, beschließt daher, den Weisen zu befreien und mit ihm allein das Observatorium zu finden. Als er sich jedoch in Torres‘ Anwesen hineinschleicht, findet er die Zelle des Weisen leer und mit Leichen übersät. Torres und die anderen Templer erwischen Edward an Ort und Stelle, wodurch seine falsche Identität auffliegt.

### Sequenz 3
Edward findet sich später in Ketten gelegt an Bord eines Schiffes der spanischen Silberflotte vor der Küste Floridas wieder. Zusammen mit einem Mitgefangenen, Adéwalé, befreit er sich, woraufhin die beiden weitere gefangene Piraten auf den anderen Schiffen retten. Anschließend kapern sie gemeinsam einen Zweimaster, mit dem ihnen inmitten eines Hurrikans die Flucht gelingt, während die gesamte Flotte hinter ihnen zerstört wird. Nachdem der Sturm sich gelegt hat, beschließt Edward, das Schiff zu behalten, und tauft es Jackdaw. Er ernennt Adéwalé zu seinem Quartiermeister und segelt mit ihm nach Nassau, wo er ihm seine alten Piratenfreunde Edward „Blackbeard“ Thatch, Benjamin Hornigold und James Kidd vorstellt. Die Seeräuber machen es sich nun zur Aufgabe, Nassau von der Kontrolle der Briten zu befreien und eine Piratenrepublik ins Leben zu rufen, in der jeder frei leben soll. Nachdem Edward eine neue Crew für die Jackdaw zusammengestellt hat, lernt er durch Thatch und Hornigold, wie man Handelsschiffe auf offener See plündert. Dies hat im Laufe des Spiels eine wichtige Bedeutung, da Edward mit den erbeuteten Ressourcen sein Schiff verbessern und mit neuen Waffen ausrüsten kann. Um für Nassau eine optimale Verteidigung zu bieten, will Blackbeard eine schwer bewaffnete Galeone kapern. Edward findet heraus, dass sein Widersacher Julien du Casse im Besitz einer solchen Galeone ist und verfolgt diesen bis zu seiner Residenz auf der Insel Great Inagua. Nachdem Edward sich auf das Schiff geschlichen hat, tötet er du Casse und beansprucht fortan die Insel für sich und seine Crew als Zufluchtsort.

### Sequenz 4
Bei einem gemeinsamen Streifzug durch den Dschungel von Great Inagua entdeckt James Kidd, dass Edward ein besonderes Talent besitzt, nämlich das Adlerauge. James beschließt daher, ihn nach Tulum auf der Yucatán-Halbinsel zu führen, um gemeinsam mehr über den Weisen und das Observatorium herauszufinden. Einige Wochen später kommt Edward am vereinbarten Treffpunkt an, der sich als ein Assassinen-Versteck entpuppt. Der örtliche Mentor Ah Tabai ist auf Edward wegen seiner Taten in Havanna nicht gut zu sprechen, doch James entschärft die Situation, nachdem er für ihn gebürgt hat. Auf Ah Tabais Geheiß hin erkunden Edward und James einen verborgenen Maya-Tempel und entdecken darin eine jahrhundertealte Statue, die zu Edwards Verblüffung das Gesicht des Weisen trägt. Nachdem die beiden die Ruinen verließen, stellen sie fest, dass sowohl die Assassinen als auch Edwards Crew von Templer-Schergen angegriffen werden. Edward hilft den Assassinen und treibt mit ihrer Hilfe die Angreifer in die Flucht. Ah Tabai spricht daraufhin Edward vom Tod seiner Kameraden in Havanna frei, verbannt ihn jedoch aus Tulum.

### Sequenz 5
Einige Zeit später trifft Edward in Nassau auf Neuankömmlinge, darunter Anne Bonny, „Calico“ Jack Rackham und Charles Vane. Letzterer berichtet, dass Gouverneur Torres eine große Ladung Gold in einem nahegelegenen Fort erwartet. Edward bricht umgehend mit der Jackdaw auf und attackiert das Fort, anschließend konfrontiert er Torres persönlich. Dieser erzählt ihm, dass der Sklavenhändler Laurens Prins den Weisen gefangen hält, und wollte mit dem Gold einen Austausch aushandeln. Edward, der sich keine Gelegenheit entgehen lassen will, nimmt das Gold mit und begibt sich nach Kingston, wo er den Weisen zu finden hofft. Er trifft dort allerdings auf James, der sich den Assassinen angeschlossen hat und nun Prins und Torres voreilig töten will. Edward hält ihn zunächst davon ab und schmiedet den Plan, sich in Prins‘ Herrenhaus hineinzuschleichen, während James für Ablenkung sorgen soll. Dabei enthüllt James seine wahre Identität als Frau und gibt seinen richtigen Namen preis: Mary Read. Nachdem Edward in das Herrenhaus eingedrungen ist, findet er Prins schließlich und ermordet ihn. Kurz darauf erscheint der Weise, der Mary mit vorgehaltener Waffe festhält und bekanntgibt, dass er eigentlich für Prins arbeitet. Indem versehentlich eine Alarmglocke ausgelöst wird, schaffen es Edward und Mary zwar, aus dem Herrenhaus zu fliehen, der Weise entwischt ihnen jedoch erneut.

### Sequenz 6
Im Frühjahr 1718 verbreitet sich in Nassau das Gerücht über eine allgemeine Begnadigung für alle Piraten, die von Woodes Rogers, mittlerweile Gouverneur der Bahamas, ausgestellt wurde. Um die Bevölkerung Nassaus im Falle eines britischen Angriffs gesund zu halten, beschließen Edward und Blackbeard, Medizin zu besorgen, ohne die Aufmerksamkeit der Briten auf sich zu ziehen. Das Vorhaben erweist sich jedoch schwieriger als erwartet. Edwards Plan, Medizin aus den spanischen Schiffswracks auf dem Meeresgrund zu bergen, schlägt fehl, weil das Elixier darin längst verfault ist. Und als Blackbeard ein britisches Kriegsschiff angreift, um an Medizin ranzukommen, gerät dieser in Schwierigkeiten. Edward rettet Blackbeard, übernimmt für ihn die Kontrolle über sein Schiff, der Queen Anne’s Revenge, und entert damit erfolgreich das Kriegsschiff, wo die Piraten einige Kisten mit Medikamenten aus Charleston sicherstellen können. Um davon noch mehr zu besorgen, treffen sich Edward und Blackbeard an der Küste South Carolinas und belagern die Stadt. Nach einigen Umwegen im Bayou gelingt es Edward, eine ausreichende Menge Medizin für Nassaus Bevölkerung zu stehlen. Blackbeard gratuliert ihm dafür, kündigt jedoch an, dass er sich fortan aus dem Piratenleben zurückziehen will.

### Sequenz 7–8
Einige Monate später erleben Edward und seine Freunde in Nassau die Ankunft von Woodes Rogers und der Royal Navy, die nun das Pardon für alle Piraten ankündigen. Benjamin Hornigold und andere Piraten beschließen, die Begnadigung anzunehmen, woraufhin die Stadt von den Briten blockiert wird. Charles Vane ist damit nicht einverstanden und plant mit Edward und Jack Rackham die Flucht aus Nassau. Als Edward erfährt, dass Commodore Peter Chamberlain alle Piratenschiffe im Hafen von Nassau versenken will, verfolgt er diesen und tötet ihn, bevor er seinen Plan in die Tat umsetzen kann. Anschließend benutzen die Piraten ein Feuerschiff, mit dem sie ein Loch in die britische Blockade schlagen, und fliehen zu Edwards Unterschlupf auf Great Inagua.
Später segelt Edward zur Küste North Carolinas und trifft sich mit Blackbeard, der hier seinen Ruhestand feiert. Edward, der immer noch das Observatorium finden will, erhält von ihm die Information, dass ein Mann, auf den die Beschreibung des Weisen passt, auf dem Sklavenschiff Princess gesehen wurde. Kurz darauf wird jedoch der Hafen von der Flotte der Royal Navy bombardiert, woraufhin die Piraten mit der Jackdaw die Schiffe zu bekämpfen versuchen. Blackbeard wird dabei getötet, während Edward nur knapp die Flucht gelingt. Er tut sich später mit Vane und Rackham zusammen, mit denen er ein Sklavenschiff entert, um mehr Informationen über die Princess zu erhalten. Gerade als sie erfahren, dass die Princess regelmäßig Kingston anläuft, zettelt Rackham eine Meuterei an und setzt Vane und Edward auf einem manövrierunfähigen Schiff aus. Die beiden stranden schließlich für Monate auf der Insel Providencia, wo Edward sich mit einem verrückt werdenden Vane und seinen Anschuldigungen auseinandersetzen muss. Nach einem Kampf zwischen den beiden lässt Edward Vane zurück und nutzt die zufällige Ankunft eines Fischerbootes, um allein von der Insel zu fliehen.

### Sequenz 9–10
Nachdem Edward die Jackdaw und seine Crew wieder zurückgewonnen hat, segelt er nach Kingston und beobachtet dort ein Treffen zwischen Hornigold, Rogers und Torres. Dadurch erfährt er, dass der Weise auf der afrikanischen Insel Principé gefunden werden kann. Mit dieser neuen Information begibt sich Edward auf eine wochenlange Reise dorthin, sehr zum Ärger von Adéwalé und seiner Crew, die lieber einfach auf Kaperfahrt gehen wollen. Auf Principé angekommen, findet Edward schließlich den Weisen, der sich mit seinem richtigen Namen Bartholomew Roberts vorstellt. Indem Edward die abtrünnigen Piraten Josiah Burgess und John Cockram eliminiert sowie die Crew der Princess aus einem portugiesischen Lager befreit, gewinnt er das Vertrauen von Roberts, der sich nun zum Piratenkapitän ernennt.
Wieder zurück in der Karibik, stimmt Roberts zu, Edward zum Observatorium zu führen, unter der Bedingung, dass er ihm dabei hilft, eine Reihe von seltsamen Blutampullen von einer portugiesischen Flotte zu beschaffen. Nachdem es den Piraten gelungen ist, die Phiolen zu stehlen, beansprucht Roberts ein Kriegsschiff der Portugiesen, das er Royal Fortune tauft, für sich und vereinbart mit Edward ein Treffen. Jedoch werden sie von Hornigold und seiner Crew beschattet, weswegen Edward gezwungen ist, seinen ehemaligen Freund zu töten. Danach führt Roberts ihn zur Nordküste Jamaikas, wo sie gemeinsam den Dschungel durchqueren und schließlich das Observatorium erreichen. Im Inneren des Gewölbes zeigt Roberts Edward das Artefakt: ein Kristallschädel, welches mithilfe der Blutprobe einer Person alles projizieren kann, was die Person in Echtzeit sieht. Edward ist von der Macht des Eden-Artefakts beeindruckt, jedoch wird er von Roberts hintergangen und im Gewölbe eingesperrt. Zwar gelingt es ihm, durch einen Geheimgang nach draußen zu fliehen, verletzt sich dabei aber schwer. Da Adéwalé mit der Crew der Jackdaw geflohen ist, hat Edward keine Chance, sich gegen Roberts' Piraten zu verteidigen. Edward wird gefangen genommen und an die Briten ausgeliefert, die ein hohes Kopfgeld auf ihn ausgesetzt haben.
Im Laufe der Handlung wird der namenlose Protagonist beim Durchforsten von Edwards Erinnerungen mehrfach von John Standish, dem Chef der IT-Abteilung, dazu gezwungen, diverse Computer, Animi und Sicherheitskameras zu hacken, um Informationen über Abstergos geheime Suche nach Eden-Artefakten zu entnehmen. Diese übergibt der Protagonist an Johns Kontaktpersonen, bei denen es sich um die Assassinen Shaun Hastings und Rebecca Crane handelt, die, ohne dass dem Protagonisten dies bewusst wird, Abstergo Entertainment verdeckt infiltrieren. Als die Hacking-Aktivitäten schließlich bemerkt werden, sperrt man den Protagonisten und andere Mitarbeiter in einem Bunker unter dem Abstergo-Hochhaus ein, wo sie ihre Arbeit fortführen, bis der Hacker identifiziert werden kann. John befreit allerdings den Protagonisten und weist ihn per Funk an, den Hauptserver im Keller zu hacken. Dabei aktiviert er ein Hologramm von Juno, einem Wesen der Ersten Zivilisation, das bereits aus den vorherigen Assassins-Creed-Teilen bekannt ist. Juno erklärt dem Protagonisten, dass sie noch nicht stark genug sei, um ihr Bewusstsein in einen menschlichen Körper zu übertragen. Daraufhin verschwindet das Hologramm, sehr zu Johns Wut, der eigentlich hoffte, dass sie vom Körper des Protagonisten Besitz ergreift. Dieser kehrt daraufhin zum Bunker-Quartier zurück, um seine Arbeit im Animus fortzuführen.

### Sequenz 11
Die Handlung springt ins Jahr 1721, wo Edward als Gefangener einem Prozess gegen Mary Read und Anne Bonny auf Jamaika beiwohnt. Als die Piratinnen zum Tode verurteilt werden, warnen sie, dass sie schwanger sind, weswegen ihre Hinrichtungen verschoben werden. Während der Verhandlung wird Edward von Torres und Rogers angesprochen, die ihm seine Freiheit anbieten wollen, wenn er ihnen dafür den Standort des Observatoriums verrät. Edward weigert sich, woraufhin er in ein Gefängnis bei Kingston eingesperrt wird. Einige Monate später jedoch taucht Ah Tabai auf und befreit Edward. Der Assassinen-Mentor erklärt, dass er nur gekommen ist, um Mary und Anne zu retten, aber Edward dennoch freies Geleit verspricht, wenn dieser ihm dabei hilft. Edward nimmt das Angebot an und infiltriert mit Ah Tabai die Kerkerräume, wo sie Mary und Anne finden und befreien können. Mary ist jedoch schwer erkrankt, da sie ihr Kind unter den widrigen Bedingungen des Gefängnisses zur Welt brachte. Edward hilft ihr, nach draußen zu gelangen, doch sie stirbt in seinen Armen. Nachdem er Marys Leiche an Ah Tabai übergeben hat, versinkt er in Selbstmitleid und betrinkt sich in einer Bar.
Als Edward verkatert am Strand von Kingston aufwacht, sieht er Adéwalé vor sich, der ihm die Jackdaw samt Crew wieder übergibt und außerdem dazu rät, nach Tulum zu segeln. Dort angekommen, verkündet Adéwalé, dass er als Quartiermeister zurücktritt, da er nun der Assassinen-Bruderschaft beigetreten ist, um eine würdigere Sache als die Piraterie zu verfolgen. Edward erkennt jetzt, dass er zu sehr von seinem eigenen Profit besessen war und auf seiner Suche nach Reichtum jeden verloren hat, der ihm wichtig war. Er will Wiedergutmachung leisten und hilft Ah Tabais Assassinen, einen erneuten Angriff spanischer Invasoren abzuwehren, wodurch er ihr volles Vertrauen gewinnt.

### Sequenz 12
Edward, jetzt mit den Assassinen verbündet, macht es sich nun zur Aufgabe, Roberts sowie die verbliebenen Templer in der Karibik zu eliminieren. Gemeinsam mit Anne, die sich freiwillig als sein neuer Quartiermeister meldet, segelt er nach Kingston und konfrontiert zuerst Woodes Rogers auf einem Fest. Dabei erfährt er, dass Roberts, der den Kristallschädel mitgenommen hat, sich wieder auf Principé aufhalten soll. Edward lässt Rogers verletzt zurück und reist ein weiteres Mal zur Westküste Afrikas, wo er Roberts Spuren verfolgt. Es kommt schließlich zu einer gewaltigen Seeschlacht, in welcher Edward es mit der Jackdaw gelingt, die Royal Fortune zu entern und Roberts zu töten. In seinem Todeskampf erklärt Roberts, dass er seit vielen Jahrtausenden immer wiedergeboren wird und jedes Mal auf eine Wiedervereinigung mit Juno hoffte, aber anscheinend nie zur richtigen Zeit auf die Welt kam. Wie man nämlich im Laufe erfährt, handelt es sich bei den Männern, die man als „Weise“ bezeichnet, um Reinkarnationen des Vorläufer-Wesens Aita, Junos Ehemann, dessen Aussehen und Erinnerungen die Menschen bei der Wiedergeburt übernehmen. Roberts letzter Wunsch sei es, dass Edward seinen Körper vollständig zerstört, damit die Templer nichts mit seinen Überresten anfangen können.
Edward geht diesem Wunsch nach und nimmt den Kristallschädel in seinen Besitz. Anschließend begibt er sich nach Havanna, wo er sein letztes Ziels, Torres, ausfindig machen will. Hier findet er heraus, dass Torres bereits das Observatorium lokalisiert hat und auf dem Weg dorthin ist. Begleitet von Anne, verfolgt Edward Torres' Spuren bis zur Vorläuferstätte und schafft es schließlich, den Templer zu töten. Kurz darauf treffen Ah Tabai und Adéwalé ein, die gemeinsam den Kristallschädel wieder an seinen rechtmäßigen Platz bringen. Anschließend erhält Edward von Ah Tabai einen Brief aus England, in welchem er vom Tod seiner Frau Caroline sowie von der Existenz seiner Tochter Jennifer erfährt.
Im nächsten Moment wird der namenlose Protagonist von John aus dem Animus gerissen, der, wie nun enthüllt wird, ebenfalls ein Weiser ist. Er versucht, den Protagonisten zu vergiften, als kurz darauf Abstergo-Sicherheitskräfte in den Bunker eindringen und John erschießen. Der Protagonist wacht später im Büro seiner Vorgesetzten Melanie Lemay auf, wo diese sich für die Inhaftierung entschuldigt. Sie gesteht, dass man zunächst den Protagonisten für die Hacking-Angriffe verdächtigte, aber am Ende alle Beweise gegen John sprachen. Nachdem Melanie als Zeichen des guten Willens den fertigen Trailer zu Abstergos neuem Spielfilm „Devils of the Caribbean“ enthüllt hat, darf der Protagonist wieder an die Arbeit gehen. Dabei wird er von Shaun und Rebecca über Funk kontaktiert, die sich bei ihm für die unfreiwillige Beschaffung der Abstergo-Daten bedanken. Die beiden klären darüber auf, dass sie John als Spion eingesetzt hatten, jedoch nichts über seine wahren Absichten wussten, wofür sie sich entschuldigen.

### Epilog
In einer letzten Sequenz im Animus trifft sich Edward 1722 mit Anne, Adéwalé und Ah Tabai auf Great Inagua, wo er auf Jennifers Ankunft wartet. Er überlässt seine Insel den Assassinen als ihre neue Basis und verspricht, die Templer in seiner Heimat zu bekämpfen. Kurz darauf trifft ein Schiff ein, und Edward lernt zum ersten Mal seine Tochter kennen. Anschließend segelt er mit ihr gemeinsam nach England.

Die Szene nach dem Abspann zeigt Edward, nun ein Meister-Assassine, im Jahr 1733, wie er mit einer erwachsenen Jennifer und seinem jüngeren Sohn Haytham eine Opernaufführung im Londoner Theatre Royal besucht.

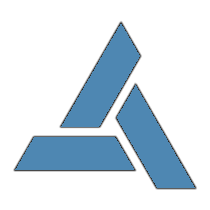
Fiktives Abstergo-Logo

## Spielprinzip und Technik

### Allgemein
Assassin’s Creed IV: Black Flag ist wie seine Vorgänger ein Open-World-Spiel aus Third-Person-Perspektive. Das bereits im Vorgänger eingeführte System für maritime Kriegsführung übernimmt diesmal eine größere Rolle. Dieser Teil des Spiels soll im Hauptverlauf etwa 40 % ausmachen, je nach Spielweise kann dies durch Nebenmissionen und freies Bewegen auf dem Meer auch größer ausfallen. Insgesamt wurde das maritime Gameplay im Vergleich zum Vorgänger weiter ausgebaut und verbessert, so wurde beispielsweise das Zielsystem für Kanonen überarbeitet. Während des Reisens auf dem Meer kann es immer wieder zu zufälligen Ereignissen kommen, denen der Spieler freiwillig nachgehen kann. Ebenfalls ist dem Spieler das Tauchen möglich und der Übergang zwischen Land und Wasser wurde fließender umgesetzt, sodass hier keine Ladebildschirme mehr auftreten. Zusätzlich existiert auch ein Schnellreisesystem.
Auch das Gameplay an Land lehnt sich wieder stark am Vorgänger an, dieses Mal legten die Entwickler aber etwas mehr Wert darauf, den Schleichanteil wieder zu erhöhen und dem Spieler mehr Freiheiten zu geben, wie er einzelne Aufgaben genau erledigen möchte. So sind viele Passagen sowohl aggressiv als auch schleichend zu lösen, wobei sich beide Wege im Schwierigkeitsgrad unterscheiden. Auch das Ducksystem wurde etwas verbessert, es gibt erneut bestimmte Punkte, an denen der Charakter sich ducken kann, jedoch bleibt der Charakter nun auch beim Verlassen dieser Stellen in einer gehockten Position. Auch ein Wirtschaftssystem ist wieder vorhanden, bei dem das eigene Schiff mithilfe geplünderter Ressourcen ausgebaut werden kann. Das Kampfsystem bietet wieder verschiedene Möglichkeiten für Kombos, hierbei kann schnell zwischen den Schwertern und den Schusswaffen gewechselt werden.
Für die Handlung der Gegenwartsgeschichte gibt es dieses Mal keine festgelegte Spielfigur. Die Präsentation dieses Spielabschnitts findet komplett in der Egoperspektive statt und soll am ehesten mit einem First-Person-Adventure vergleichbar sein.

### Community-Herausforderungen
Gewährt man der Software Zugriff auf das Internet, kann man sich mit weiteren Online-Spielern beim Erreichen vorgegebener Ziele, welche von Ubisoft über das Internet gestartet werden, messen. Diese Herausforderungen laufen immer nur für wenige Tage.
Eine dieser Herausforderungen war zum Beispiel, dass alle Spieler binnen drei Tagen zusammen 70.000 Schiffe plündern mussten. Dieses Ziel endete am 26. Dezember 2013, wurde allerdings nicht erreicht.

## Produktionsnotizen

### Synchronisation
In Assassin’s Creed IV: Black Flag leihen eine Reihe namhafter deutscher Synchronsprecher den Charakteren ihre Stimmen, die Synchronisation wurde vom Synchronstudio mouse-power GmbH erstellt.
| Charakter                    | dt. Synchronsprecher |
| ---------------------------- | -------------------- |
| Edward Kenway                | Tobias Kluckert      |
| Adèwalè                      | Oliver Stritzel      |
| William Kidd / Mary Read     | Vera Teltz           |
| Ed „Blackbeard“ Thatch       | Klaus-Dieter Klebsch |
| Charles Vane                 | Ekkehardt Belle      |
| „Calico“ Jack Rackham        | Martin Semmelrogge   |
| Gouverneur Woodes Rogers     | David Nathan         |
| Ah Tabai                     | Tayfun Bademsoy      |
| Aveline de Grandpré          | Yvonne Greitzke      |
| Benjamin Hornigold           | Michael Iwannek      |
| Commodore Peter Chamberlaine | Gernot Endemann      |
| Opìa Acito                   | Irina von Bentheim   |
| Antó                         | Tilo Schmitz         |
| Laurens Prins                | Jochen Schröder      |
| Rhona Dinsmore               | Ulrike Stürzbecher   |
| Stede Bonnet                 | Sven Hasper          |
| Anne Bonny                   | Luisa Wietzorek      |
| Kenneth Abraham              | Klaus Lochthove      |
| Laureano de Torres y Ayala   | Carlos Lobo          |
| Peter Beckford               | Erich Räuker         |
| Bartholomew Roberts          | Martin Kautz         |

Klaus-Dieter Klebsch synchronisierte den Piraten Blackbeard bereits im Film Pirates of the Caribbean – Fremde Gezeiten mit Johnny Depp.
| Charakter       | dt. Synchronsprecher |
| --------------- | -------------------- |
| Desmond Miles   | Thomas Friebe        |
| Shaun Hastings  | Philipp Scheppmann   |
| Rebecca Crane   | Michaela Breit       |
| William Miles   | Bodo Wolf            |
| Olivier Garneau | Oliver Rohrbeck      |

Außerdem sind weitere deutsche Synchronsprecher wie Peter Flechtner, Gerald Paradies, Wanja Gerick oder Till Hagen in diversen Nebenrollen zu hören.

### Vermarktung

#### DLC
Für Assassin’s Creed IV: Black Flag gibt es einige kostenpflichtige, herunterladbare Inhalte. Hierzu gehört neben kleineren Paketen, die Schiffsaufrüstungen enthalten, Story-DLCs in welchem der Spieler z. B. in die Rolle des Quartiermeisters der Jackdaw, Adéwalé schlüpfen kann. Ebenfalls wurde ein Season Pass angeboten, mit dem diverse DLCs insgesamt günstiger erworben werden konnten als beim Einzelkauf. Dieser enthält aber nicht den Story-DLC „Aveline“. Die Spielgegenstände der Vorbestellerinhalte sind hingegen zum Großteil durch das im Season Pass verfügbare „Berühmte-Piraten-Paket“ enthalten (siehe Abschnitt Vorbestellerinhalte).

##### Missions-DLCs
Diese DLCs bieten eine Erweiterung des Hauptspiels mit zusätzlichen Missionen, die aber von der Haupthandlung unabhängige Erzählungen beinhalten:
- Insel-Mini-Missionen (je 15 Minuten Spielzeit): Schwarze Insel (Black Island), Verborgenes Rätsel (Mystery Island) und Geopferte Geheimnisse (Sacrifice Island). Dient primär zum Sammeln von Ausrüstungsgegenständen.
- Aveline: „60 Minuten“-Abenteuer in 3 Kapiteln, mit Aveline, der Assassinin aus Assassin’s Creed III: Liberation für PlayStation Vita. Lag als DLC-Code anfangs diversen PS3-/PS4-Versionen bei (mit Verfallsdatum). Auch als separater Download für PlayStation erhältlich, jedoch nicht via Season Pass. Für PC ist der DLC nur via Digital-Deluxe-Fassung zu bekommen.
- Schrei nach Freiheit: „3-Stunden“-Abenteuer in 9 Kapiteln, eine in sich geschlossene Geschichte über Edward Kenways Quartiermeister Adèwalè. Erhältlich als Einzeldownload oder im Season Pass, bzw. der Jackdaw Edition des Spiels.

#### Sondereditionen
Neben der Standardversion des Spiels gibt es in Europa mehrere Sondereditionen von Assassin’s Creed IV:
- Die Black Chest Edition[13]
- Die Buccaneer Edition[14]
- Die Skull Edition[15]
- Die Special Edition[16]
- Die Jackdaw Edition (enthält Season-Pass-DLC-Code), gehörte nicht zum Start-Lineup, VÖ: 27. März 2014. Enthält nicht mehr den DLC-Code für die „Aveline“-Story und das Gegenstands-Set „Kapitän Kenways Vermächtnis“.[17]

| Inhalte                             | Standard (Konsolen & PC) | Special Edition (Konsolen & PC)  | Skull Edition (Konsolen & PC)                     | Buccaneer Edition (Konsolen & PC)                                 | Black Chest Edition (Konsolen & PC)                               | Jackdaw Edition + Season Pass (PS4, Xbox One & PC) |
| ----------------------------------- | ------------------------ | -------------------------------- | ------------------------------------------------- | ----------------------------------------------------------------- | ----------------------------------------------------------------- | --- |
| Spieledisk                          | ja                       | ja                               | ja                                                | ja                                                                | ja                                                                | ja |
| Exklusive Verpackung                | nein                     | nein                             | ja (Jumbo-Steelcase)                              | ja (Sammlerbox)                                                   | ja (Sammlerbox)                                                   | ja (Pappschuber) |
| Artbook                             | nein                     | nein                             | ja                                                | ja                                                                | ja                                                                | nein |
| Edward-Figur                        | nein                     | nein                             | nein                                              | ja (45 cm)                                                        | ja (55 cm)                                                        | nein |
| Steelbook                           | nein                     | nein                             | ja (Jumbo)                                        | nein                                                              | ja                                                                | nein |
| Soundtrack                          | nein                     | nein                             | ja                                                | ja                                                                | ja                                                                | nein |
| Weltkarte der Piraten               | nein                     | nein                             | nein                                              | nein                                                              | ja                                                                | nein |
| Zwei Lithographien                  | nein                     | nein                             | ja                                                | ja                                                                | ja                                                                | nein |
| Jackdaw-Piratenflagge               | nein                     | nein                             | nein                                              | nein                                                              | ja                                                                | nein |
| Zwei Leinwanddrucke                 | nein                     | nein                             | nein                                              | nein                                                              | ja                                                                | nein |
| Einzelspieler-Mission               | nein                     | ja (Geopferte Geheimnisse)       | ja (Verborgenes Rätsel und Geopferte Geheimnisse) | ja (Schwarze Insel, Verborgenes Rätsel und Geopferte Geheimnisse) | ja (Schwarze Insel, Verborgenes Rätsel und Geopferte Geheimnisse) | ja (Berühmte-Piraten-Paket: Schwarze Insel, Verborgenes Rätsel, Geopferte Geheimnisse und Schrei nach Freiheit)                                          |
| Einzel- und Mehrspieler-Gegenstände | nein                     | ja (Kapitän Kenways Vermächtnis) | ja (Kapitän Kenways Vermächtnis)                  | ja (Kapitän Kenways Vermächtnis)                                  | ja (Die Trophäe des Piraten)                                      | ja (Berühmte-Piraten-Paket, Totenschiff-Paket, Krakenschiff-Paket, Kreuzzug- & Florentiner-Paket, Multiplayer DLCs: Blackbeards Zorn und Halunken-Gilde) |

#### Vorbestellerinhalte
Auch dieses Mal gab es wieder verschiedene Vorbestellerboni (Spielgegenstände) bei den verschiedenen großen Ladenketten.
- Ein geheimnisvoller Fund (Amazon)[18]
- Der Stolz der Westindischen Inseln (GameStop)[19]
- Der Schatz des Schiffbrüchigen (MediaMarkt und Saturn)[20]

Alle drei Vorbestellerinhalte sind zudem in der Black-Chest-Edition in einem Paket namens Die Trophäe des Piraten enthalten. Das in einigen der Sondereditionen enthaltene Paket Kapitän Kenways Vermächtnis enthält zudem einige der Inhalte, die auch in den Vorbestellerpaketen enthalten sind (siehe Tabelle). Das Berühmte-Piraten-Paket (Einzel-DLC/Season Pass/Jackdaw Edition) enthält diese ebenfalls zum Großteil (und weitere), bis auf „Goldene Doppelsäbel“ und „Mehrspieler-Kostüm: Schatzjäger“.
| Inhalte                         | Ein geheimnisvoller Fund | Der Stolz der Westindischen Inseln | Der Schatz des Schiffbrüchigen | Kapitän Kenways Vermächtnis | Die Trophäe des Piraten          |
| ------------------------------- | ------------------------ | ---------------------------------- | ------------------------------ | --------------------------- | -------------------------------- |
| Goldene Doppelsäbel (Waffe)     | ja                       | ja                                 | ja                             | ja                          | ja                               |
| Mehrspieler-Kostüm: Schatzjäger | ja                       | ja                                 | ja                             | ja                          | ja                               |
| Mehrspieler-Relikt              | ja (Medaille)            | ja (Fernrohr)                      | ja (Kompass)                   | nein                        | ja (Medaille, Fernrohr, Kompass) |
| Exklusives Steuerrad            | ja (Dunkel)              | ja (Golden)                        | nein                           | nein                        | ja (Dunkel und Golden)           |
| Deutsches Rapier (Waffe)        | nein                     | nein                               | ja                             | nein                        | ja                               |

Zusätzlich erhielten Vorbesteller bei teilnehmenden Händlern einen Code, mit dem sie auf The Watch zugreifen konnten. Hier wurden verschiedene Informationen, Bonusinhalte und Belohnungen angeboten. Zur Teilnahme an The Watch musste ein kostenloser Uplay-Account angelegt werden. Durch das Anmelden bei The Watch wurden die jeweiligen Vorbestellerboni freigeschaltet und fest an den Uplay-Account gebunden. Die Seite soll einige Zeit nach Erscheinen des Spiels vom Netz gehen und die Spieler wurden gebeten auf die Ubisoft-Plattform Assassin’s Creed: Initiates umzusteigen.

#### Merchandise
Passend zum Spiel erschienen am Veröffentlichungstag verschiedene Sammelfiguren einiger Spielcharaktere wie Edward Kenway und Blackbeard von McFarlane Toys. Auch hier gibt es exklusive Inhalte für das Spiel selbst, die anders nicht erhalten werden können. Ebenfalls ist eine Plastikreplika der versteckten Klinge erschienen, welche Edward Kenway im Spiel benutzt.
Neben einem Lösungsbuch erschienen ein Roman und ein Artbook mit Illustrationen rund um das Spiel. Auch die Assassin’s Creed Enzyklopädie erschien in einer dritten, erweiterten Auflage.
Von Takashi Yano und Kenji Ōiwa stammt der Manga Assassin’s Creed IV: Black Flag: Kakusei, der in Deutschland bei Tokyopop als Assassin’s Creed: Awakening veröffentlicht wurde.

### Online-Pass
Ubisoft plante, für die Online-Inhalte des Spielers erneut auf einen Online-Pass zu setzen, den sogenannten Uplay Passport. Jedem Exemplar des Spiels liegt daher ein Online-Pass bei, der nur einmalig eingelöst werden kann und Zugriff auf die Onlinefunktionen des Spiels gibt. Personen, die das Spiel gebraucht und mit bereits genutztem Online-Pass erwerben, müssen daher erneut einen Online-Pass kaufen, um alle Onlinefunktionen nutzen zu können. Dies betrifft im Fall von Assassin’s Creed IV: Black Flag neben dem Multiplayer auch verschiedene Singleplayerinhalte. Diese Praxis führte unter den Spielern zu einiger Kritik. Ubisoft reagierte auf diese Kritik mit der Abschaffung der Kosten für den Online-Pass. Dieser kann nun auch von Personen, die aufgrund des Gebrauchtkaufs einen neuen Pass benötigen, kostenlos erworben werden. Des Weiteren gab Ubisoft bekannt, in Zukunft nicht mehr auf Online-Pässe setzen zu wollen.

### Nachfolger
Am 21. März 2014 wurde von Ubisoft der Nachfolger Assassin’s Creed Unity angekündigt, welcher im November 2014 erschien. Der Titel enthält keine Nummerierung und ist technisch gesehen der erste tatsächliche Next-Gen-Titel für PlayStation-4- und Xbox-One-Konsole sowie PC. Rahmenhandlung ist die Französische Revolution im späten 18. Jahrhundert. Dazu kommt als Abschluss der Kenway-Saga, gemeint ist Assassin’s Creed III und Assassin’s Creed IV: Black Flag, der Nachfolger für die Last-Gen Assassin’s Creed Rogue. Die Rahmenhandlung ist der Siebenjährige Krieg in Nordamerika. Es erschien ebenfalls im November 2014.

## Rezeption
Assassin’s Creed IV: Black Flag erhielt vorwiegend positive Bewertungen. Die Rezensionsdatenbank Metacritic aggregiert insgesamt 75 Rezensionen zu Mittelwerten von 84 (Windows), 88 (PlayStation 3) bzw. 83 (PlayStation 4). Das Magazin GBase.ch verlieh Assassin’s Creed IV: Black Flag eine Wertung von 8,5 und somit einen Award. Im Testbericht wurden vor allem das tolle Szenario sowie die zahlreichen Herausforderungen gelobt. Im Gegenzug standen die durchwachsene KI und kleine technische Mängel in der Kritik.

### Walfang
Die Tierschutzorganisation People for the Ethical Treatment of Animals (PETA) kritisierte die Möglichkeit, im Spiel Wale zu jagen. PETA bezeichnet dieses Spielelement als „schändlich“ und prangert an, das Spiel würde den Walfang „glorifizieren“. Ubisoft veröffentlichte daraufhin ein Statement, dass sie „illegalen Walfang genauso wenig wie [...] Piraterie, Plünderungen, das Entführen von Schiffen oder andere Ausschweifungen von übermäßig Betrunkenen billigen“ würden und weist darauf hin, dass es sich lediglich „um ein fiktionales Werk [handle], das auf wahren Begebenheiten der goldenen Piratenära beruht“.

### Benennung
Aufgrund der Tatsache, dass Assassin’s Creed IV: Black Flag nur ein Jahr nach Assassin’s Creed III erschien und in einer ähnlichen historischen Periode wie sein Vorgänger spielt, wurde die Entscheidung dem Spiel eine Nummer zu geben (und es somit als Haupttitel zu veröffentlichen) von Fans angezweifelt. Ubisoft selbst verteidigt diese Entscheidung, da sowohl ein neuer Protagonist als auch ein anderes Setting und neue Features vorhanden sind. Aus diesem Grund würde das Spiel ein anderes Spielgefühl vermitteln und sich deutlich von seinem Vorgänger abheben.